# Австрийская интервенция в Польше (1587—1588)
Австрийская интервенция в Польше (1587—1588) — интервенция австрийского претендента на польский престол, Максимилиана, после двойного выбора короля. Именуется также Первой войной за польское наследство.
В августе 1587 года большинство шляхты избрало королём польским представителя шведской династии Васа, Сигизмунда, однако сторонники семьи Зборовских провозгласили королём представителя австрийских Габсбургов, Максимилиана. Максимилиан в октябре подошёл под столичный Краков, но занять город не удалось. После неудачной атаки на город в ноябре Максимилиан покинул окрестности Кракова и отошёл к югу, заняв спишское староство (анклав в Словакии во власти польских королей) с замком в Любовни. Главные войска Максимилиана стояли лагерем на чешской (цесарской) стороне границы близ городка Бычина.
В начале января великий канцлер коронный и великий гетман коронный Ян Замойский с 6-тысячной армией вышел из Кракова, перешёл границу и 24 января атаковал Максимилиана. Потери австрийского герцога составили 2000 человек убитыми, потери гетмана были вдвое меньше. Сам эрцгерцог на следующий день в Бычине сдался в плен и был заключён в Бендзинский замок.
9 марта 1589 года Польша и Австрия заключили Бендзинско-бытомский трактат. Максимилиан отказался от титула польского короля и от занятого Спиша.